# András I của Hungary
András I Da trắng hay András Công giáo (tiếng Hungary: I. Fehér  hoặc Katolikus András/Endre; k. 1015 – trước ngày 6 tháng 12 năm 1060) là Vua Hungary từ năm 1046 đến 1060.